# Vương quốc Bảo thạch
Vương quốc Bảo thạch (Nhật: 宝石の国 Hepburn: Hōseki no Kuni) là một bộ manga Nhật Bản được viết và vẽ minh họa bởi Ichikawa Haruko và bắt đầu được xuất bản từ năm 2012 đến nay. Truyện được xuất bản bởi Kodansha trong tạp chí Monthly Afternoon và tám tập truyện chứa các chương đã được phát hành tính đến thời điểm hiện tại. Lấy bối cảnh trong một thế giới là nơi sinh sống của những "người đá quý", bộ manga kể lại những nỗ lực của họ trong việc tìm ra nơi họ thật sự thuộc về và bảo vệ lối sống của chính mình. Một video quảng bá cho bộ anime chuyển thể được phát hành vào tháng 7 năm 2013 bởi Studio Hibari, và bộ anime truyền hình chuyển thể kết hợp giữa 2D/3D bởi Orange với nội dung của 31 chương đầu của bộ manga được phát sóng từ tháng 10 đến tháng 12 năm 2017.

## Cốt truyện
Vương quốc Bảo thạch lấy bối cảnh ở một tương lai xa, nơi Trái đất đã bị thiên thạch tấn công sáu lần, tàn phá nó. Toàn bộ diện tích đất còn lại chỉ còn lại một bờ biển duy nhất, trong khi gần như toàn bộ sự sống đều bị tiêu diệt. Trải qua một khoảng thời gian rộng lớn, một chủng tộc sinh vật có tri giác mới đã xuất hiện; những đá quý bất tử mang hình dáng của con người. Phosphophyllite (biệt danh Phos) là một Bảo thạch yếu (một trong những đá quý có độ cứng thấp nhất) và bị các chiến hữu khác coi là vô dụng. Phos nhờ người chiến hữu lạnh nhạt nhưng thông thái Cinnabar giúp mình hoàn thành nhiệm vụ viết một cuốn bách khoa toàn thư lịch sử tự nhiên, từ đó giữa họ nảy sinh tình bạn. Trong khi đó, các Bảo thạch khác phải chiến đấu với những Nguyệt nhân (người Mặt trăng) muốn đánh cắp và sử dụng cơ thể quý giá của các Bảo thạch.

## Nhân vật

### Bảo thạch
Phosphophyllite (フォスフォフィライト Fosufofiraito)
Lồng tiếng bởi: Kurosawa Tomoyo
Còn được gọi tắt là "Phos". Một trong những Bảo thạch yếu nhất, với độ cứng 3.5. Được đánh giá là quá yếu để chiến đấu, Phos được giao nhiệm vụ viết một cuốn bách khoa toàn thư chứa những thông tin mới. Sau khi cậu trải qua những trận chiến khốc liệt, các chi, cùng với những ký ức gắn liền với thân thể, dần dần bị mất đi và được thay thế bằng những vật liệu khác.
Sau này, Phosphophyllite trở thành kẻ thù của những bảo thạch dưới mặt đất (trừ Diamond, Benitoite, Goshenite, Alexandrite, Yellow Diamond, Amethyst 33 và Padparadscha)
Cinnabar (シンシャ Shinsha, Chu sa)
Lồng tiếng bởi: Komatsu Mikako
Bảo thạch lạnh lùng với độ cứng bằng 2, thấp hơn cả Phos, nhưng lại chứa chất độc mạnh bên trong cơ thể. Vì chất độc này phá hủy môi trường và xóa đi ký ức chứa trong các bộ phận tiếp xúc với chất độc nên Cinnabar được giao nhiệm vụ gác đêm, nhưng trong cậu luôn có mong ước được thoát khỏi màn đêm.
Diamond (ダイヤモンド Daiyamondo,  Kim cương)
Lồng tiếng bởi: Kayano Ai
Bảo thạch tốt bụng với độ cứng tối đa bằng 10, nhưng thỉnh thoảng vẫn bị tổn thương bởi những đòn tấn công của kẻ thù.
Bort (ボルツ Borutsu, Kim cương kém phẩm chất)
Lồng tiếng bởi: Sakura Ayane
Bảo thạch cục cằn và đáng sợ thuộc loại kim cương. Là bảo thạch cứng nhất, mạnh mẽ nhất trong tất cả. Thường đối xử rất nghiêm khắc với Diamond.
Morganite (モルガナイト Moruganaito, Beryl hồng)
Lồng tiếng bởi: Tamura Mutsumi
Bảo thạch kiêu căng rất tự tin vào kỹ năng chiến đấu của bản thân.
Goshenite (ゴーシェナイト Gōshenaito, Beryl không màu)
Lồng tiếng bởi: Hayami Saori
Bảo thạch hiền dịu. Chiến hữu của Morganite.
Rutile (ルチル Ruchiru)
Lồng tiếng bởi: Uchiyama Yumi
Bảo thạch y tế chuyên sửa chữa những Bảo thạch khác khi họ bị vỡ, tuy nhiên lại có sở thích mổ xẻ những gì khiến cậu chú ý.
Jade (ジェード Jēdo, Ngọc thạch)
Lồng tiếng bởi: Takagaki Ayahi
Bảo thạch làm công việc thư ký cho Sư phụ Kongo. Chiến hữu của Euclase.
Red Beryl (レッドベリル Reddo Beriru, Beryl đỏ)
Lồng tiếng bởi: Uchida Maaya
Bảo thạch phụ trách công việc thiết kế và may vá trang phục cho các Bảo thạch khác, thường xuyên thay đổi kiểu tóc của nó.
Amethyst (アメシスト Ameshisuto, Thạch anh tím)
Lồng tiếng bởi: Itō Kanae
Song tinh."84" và "33".
Hai Bảo thạch sinh đôi luôn luôn dính lấy nhau và hành động rất đồng nhất khi nói chuyện và chiến đấu. Họ cũng rất giỏi kiếm thuật.
Benitoite (ベニトアイト Benitoaito)
Lồng tiếng bởi: Ozawa Ari
Bảo thạch không thể nói "không" đối với những lời nhờ vả của những Bảo thạch khác.
Neptunite (ネプチュナイト Nepuchunaito)
Lồng tiếng bởi: Tanezaki Atsumi
Bảo thạch non trẻ, miệng lưỡi chua ngoa. Chiến hữu của Benitoite.
Zircon (ジルコン Jirukon)
Lồng tiếng bởi: Akaneya Himika
Bảo thạch trẻ thứ hai, chỉ sau Phos, và là chiến hữu của Yellow Diamond.
Obsidian (オブシディアン Obushidian, Hắc diện thạch)
Lồng tiếng bởi: Hirohashi Ryō
Bảo thạch phụ trách chế tạo các công cụ, vũ khí và các vật dụng thường nhật khác.
Yellow Diamond (イエローダイヤモンド Ierō Daiyamondo, Kim cương vàng)
Lồng tiếng bởi: Minagawa Junko
Bảo thạch lớn tuổi nhất, cũng là bảo thạch nhanh nhất. Chiến hữu của Zircon.
Euclase (ユークレース Yūkurēsu)
Lồng tiếng bởi: Noto Mamiko
Một trong những bảo thạch lớn tuổi nhất, cậu rất thông thái và tốt bụng. Là chiến hữu của Jade.
Alexandrite (アレキサンドライト Arekisandoraito)
Lồng tiếng bởi: Kugimiya Rie
Bảo thạch bị ám ảnh với việc hiểu rõ Nguyệt nhân, tuy nhiên mỗi khi nhìn thấy Nguyệt nhân cậu thường phát điên. Chính vì vậy Sư phụ Kongo phải cấm cậu chiến đấu.
Peridot (ペリドット Peridotto)
Lồng tiếng bởi: Kuwashima Houko
Bảo thạch làm giấy, ám ảnh với công việc của mình.
Antarcticite (アンタークチサイト Antākuchisaito, Đá Nam Cực)
Lồng tiếng bởi: Ise Mariya
Bảo thạch chỉ xuất hiện vào mùa đông, trong khi các Bảo thạch khác ngủ đông. Cậu trở nên cứng hơn nhờ thời tiết lạnh giá.
Sphene (スフェン Sufen)
Lồng tiếng bởi: Nabatame Hitomi
Một nghệ nhân ngọt ngào và tốt bụng. Chiến hữu của Peridot.
Watermelon Tourmaline (ウォーターメロントルマリン Wōtāmeron Torumarin, Đá điện khí)
Lồng tiếng bởi: Harada Sayaka
Bảo thạch trẻ tuổi năng động.
Hemimorphite (ヘミモルファイト Hemimorufaito)
Lồng tiếng bởi: Ueda Reina
Còn được gọi là Hemimor, một chiến binh và cũng là cộng sự của Watermelon Tourmaline.
Heliodor (ヘリオドール Heriodōru, Beryl vàng)
Lồng tiếng bởi: M·A·O
Bảo thạch có màu vàng, đã bị Nguyệt nhân bắt đi trước khi câu chuyện bắt đầu.
Padparadscha (パパラチア Paparachia)
Lồng tiếng bởi: Park Romi
Chiến hữu của Rutile. Một Bảo thạch lâu năm sinh ra không hoàn thiện, chính vì vậy phần lớn thời gian cậu dành cho việc ngủ.
Sư phụ Kongo (金剛先生 (Kim Cang Tiên Sinh) Kongō-sensei)
Lồng tiếng bởi: Nakata Jouji
Bảo thạch mang hình dáng một nhà sư với sức mạnh phi thường trông coi các Bảo thạch cũng như làm thầy giáo cho họ. Ông cứng hơn các Bảo thạch khác rất nhiều và khi ngồi thiền hoặc ngủ, ông hiếm khi thức dậy. Chiếc áo cà-sa bên ngoài của ông làm từ tinh thể kim cương sáu cạnh (lonsdaleite).

### Admirabilis
Ventricosus (ウェントリコスス Wentorikosusu)
Lồng tiếng bởi: Saito Chiwa
Vua của loài admirabilis.
Aculeatus (アクレアツス Akureatsusu)
Lồng tiếng bởi: Sanpei Yuko
Em trai của Ventricosus.

### Nguyệt nhân
Hoàng tử Aechmea (エクメア Ekumea)
Thủ lĩnh của các Nguyệt nhân và là nhân vật phản diện chính. Dù thuộc hạ gọi hắn là "hoàng tử", hắn không xuất thân từ gia đình hoàng tộc, nó giống như là tiền tố kính ngữ hơn. Aechmea được tiết lộ là có mối liên kết với Kongo, vì hắn phải dựa vào việc Kongo cầu nguyện cho hắn và thuộc hạ để được siêu thoát. Hắn còn đi xa đến mức bắt các Bảo thạch và nghiền họ ra thành bột, cái được coi là gần nhất với cái chết với các Bảo thạch bất tử. Ngoài ra, Aechmea đã "kết hôn" với Cairngorm (Smokey Quartz), nhưng hầu như không có bằng chứng cho rằng đây là cuộc hôn nhân thật lòng
Semi (セミ Semi)
Một Nguyệt nhân ân cần và hiền dịu hỗ trợ cho Phos khi cậu đang ở trên mặt trăng.

## Truyền thông

### Manga
Bộ manga Vương quốc của Bảo thạch bắt đầu được xuất bản thường xuyên trên tạp chí Monthly Afternoon của Kodansha bắt đầu từ ngày 25 tháng 10 năm 2012. Tập tankōbon đầu tiên được xuất bản vào ngày 23 tháng 7 năm 2013, và tập mới nhất, tập 13, được xuất bản vào ngày 21 tháng 11 năm 2024. Tập 4 có hai phiên bản được xuất bản, bản thường và bản đặc biệt, trong bản đặc biệt có chứa trò chơi lá bài. Tập 6 và tập 7 cũng có hai phiên bản được phát hành, tập 6 có thêm một bản giới hạn, và tập 7 có thêm một bản đặc biệt.

#### Danh sách các tập
| #  | Phát hành Tiếng Nhật | Phát hành Tiếng Nhật                                       | Phát hành Tiếng Việt | Phát hành Tiếng Việt                                  |
| #  | Ngày phát hành       | ISBN                                                       | Ngày phát hành       | ISBN                                                  |
| -- | -------------------- | ---------------------------------------------------------- | -------------------- | ----------------------------------------------------- |
| 1  | 23 tháng 7 năm 2013  | 978-4-06-387906-3                                          | 1 tháng 3 năm 2021   | 978-604-1-17884-7                                     |
| 2  | 23 tháng 1 năm 2014  | 978-4-06-387950-6                                          | 22 tháng 3 năm 2021  | 978-604-1-17885-4                                     |
| 3  | 22 tháng 8 năm 2014  | 978-4-06-387992-6                                          | 29 tháng 3 năm 2021  | 978-604-1-17886-1                                     |
| 4  | 22 tháng 5 năm 2015  | 978-4-06-388044-1 ISBN 978-4-06-362299-7 (special edition) | 12 tháng 4 năm 2021  | 978-604-1-17887-8                                     |
| 5  | 20 tháng 11 năm 2015 | 978-4-06-388101-1                                          | 26 tháng 4 năm 2021  | 978-604-1-17888-5                                     |
| 6  | 23 tháng 9 năm 2016  | 978-4-06-388185-1 ISBN 978-4-06-362329-1 (limited edition) | CTB                  | CTB calling template requires template_name parameter |
| 7  | 23 tháng 5 năm 2017  | 978-4-06-388259-9 ISBN 978-4-06-362365-9 (special edition) | CTB                  | CTB calling template requires template_name parameter |
| 8  | 22 tháng 11 năm 2017 | 978-4-06-510363-0                                          | CTB                  | CTB calling template requires template_name parameter |
| 9  | 23 tháng 10 năm 2018 | 978-4-06-513101-5                                          | CTB                  | CTB calling template requires template_name parameter |
| 10 | 23 tháng 8 năm 2019  | 978-4-06-516738-0 978-4-06-516739-7 (LE)                   | CTB                  | CTB calling template requires template_name parameter |
| 11 | 20 tháng 7 năm 2020  | 978-4-06-520224-1                                          | CTB                  | CTB calling template requires template_name parameter |
| 12 | 22 tháng 11 năm 2022 | 978-4-06-529732-2                                          | CTB                  | CTB calling template requires template_name parameter |
| 13 | 21 tháng 11 năm 2024 | 978-4-06-537477-1                                          | CTB                  | CTB calling template requires template_name parameter |

### Anime
Bộ phim truyền hình chuyển thể cùng tên được phát sóng tại Nhật Bản từ ngày 7 tháng 10 đến ngày 23 tháng 12 năm 2017. Kyōgoku Takahiko làm đạo diễn cho bộ phim tại xưởng phim hoạt họa CG Orange. Ono Toshiya giữ trọng trách viết kịch bản cho phim. Nishikawa Yohichi sáng tạo concept art. Nishida Asako làm công việc thiết kế nhân vật. Bài hát mở đầu phim "Kyōmen no Nami" (鏡面の波 Sóng trên mặt gương) được thể hiện bởi Yurika và bài hát kết thúc phim "Kirameku Hamabe" (煌めく浜辺 Bờ biển sáng rực) bởi Ōhara Yuiko. Sentai Filmworks đã cấp phép và phát bộ anime trên Anime Strike. MVM Films đã cấp phép cho bộ anime ở UK. Bộ phim có 12 tập, được phát hành thông qua sáu bộ DVD và Blu-ray ở Nhật Bản.

## Đón nhận
Vương quốc Bảo thạch đứng thứ 10 trên Kono Manga ga Sugoi! danh sách 20 Manga hàng đầu dành cho độc giả nam năm 2014. Nó đứng thứ 48 trong danh sách Sách của năm lần thứ 15 do tạp chí Da Vinci bình chọn năm 2014; và 46 trong ấn bản thứ 20 vào năm 2020. Nó được đề cử cho giải thưởng Manga Taishō lần thứ tám vào năm 2015. Bộ manga xếp thứ 19 trong Giải Manga Kế tiếp đầu tiên ở hạng mục manga in.
Đến tháng 10 năm 2017, bộ manga đã có hơn 1,4 triệu bản được lưu hành. Đến tháng 4 năm 2018, manga đã có hơn 1,8 triệu bản được lưu hành. Tập đầu tiên của bộ manga đạt vị trí thứ 47 trên bảng xếp hạng manga Oricon hàng tuần và đến ngày 27 tháng 7 năm 2013, đã bán được 21.204 bản; tập 2 đạt vị trí thứ 35; và đến ngày 2 tháng 2 năm 2014, đã bán được 44.511 bản;  ập 3 đạt vị trí thứ 30; và đến ngày 31 tháng 8 năm 2014, đã bán được 56.765 bản.